# Вулиця Соборності (Новомиргород)
Ву́лиця Собо́рності (колишні назви — Боброва, Велика Єлисаветградська, Леніна) — центральна вулиця міста Новомиргород Кіровоградської області. Протяжність — понад 6 км. Найдовша вулиця Новомиргорода, проходить через все місто з півдня на північ. Частина територіальної дороги місцевого значення Т 2401.

## Розташування
Починаючись від в'їзду в Новомиргород з боку Кропивницького, вулиця розділяє місцевості Софіївка та Біла Глина, проходить через центр міста, на іншому березі Великої Висі прямує через Виноградівку та Златопіль і закінчується при виїзді з нього в бік Черкас. Таким чином, вулиця Соборності об'єднує північну та південну частини міста (Златопіль та власне Новомиргород), що протягом століть розвивались в різних історичних умовах і входили до складу різних державних та адміністративних утворень.
Частина вулиці довжиною 500 м в центрі міста є пішохідною.

## Історія

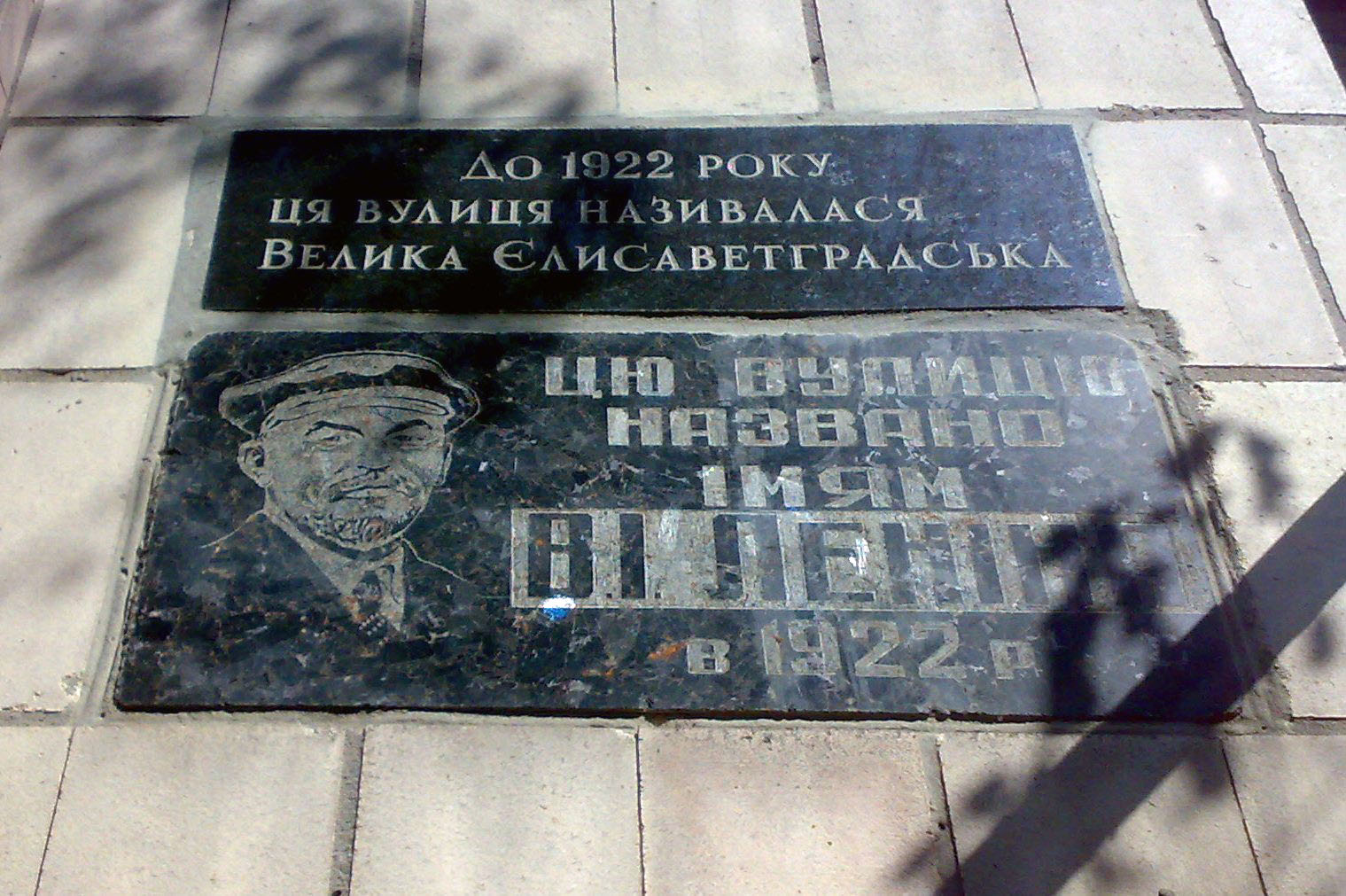
Меморіальна дошка на будинку редакції газети «Новомиргородщина»

Південна частина вулиці була прокладена ще в другій половині XVIII століття. Вона була частиною поштової дороги, що вела з Одеси та Херсону до Києва. 
На плані Новомиргорода 1834 року позначені такі об'єкти, що розташовувались на вулиці (з півночі на південь):
- будинок для проживання офіцерів;
- сад біля озера Лонго (на місці майбутньої лікарні Ганни Дмитрян);
- окружний комітет;
- конюшня для громадських та пожежних коней;
- волосний комітет з майстернею;
- 31 військово-поселенський будинок;
- недобудований кам'яний госпіталь з двома флігелями (в районі Архієрейського саду);
- погреби для зберігання городніх овочів;
- запасний хлібний магазин.

Крім того, на півночі (біля мосту через Велику Вись) та на півдні вулиці (на узгір'ї) були облаштовані дві караульні з шлагбаумами.
В середині XIX століття вулиця називалася Бобровою. А. Шмідт в 1857 році описує її так:
| При в'їзді на вулицю, праворуч знаходиться по схилу гори так званий Архієрейський сад; за ним — госпіталь, далі — обабіч цілий ряд казенних будівель — невеликих будиночків для начальників, офіцерів та різних управлінь, акуратно огороджених, чистеньких, з'єднаних парканами. Вся ця вулиця обсаджена вздовж тротуарів високими тополями, липами, білими акаціями, а за красивими городами видніються досить великі та густі сади... на Бобровій вулиці розташовані казенні та приватні будинки і лавки...[2] |
Залишки Архієрейського саду збереглись і досі в районі вулиці Новосільської.
До 1922 року вулиця Соборності носила назву Велика Єлисаветградська, про що сповіщає меморіальна дошка на будівлі редакції районної газети. Північна частина вулиці, що пролягає через Златопіль, раніше мала назву Велика.
До листопада 2015 року вулиця офіційно мала назву вул. Леніна. Відповідно до протоколу №2 засідання топонімічної комісії при виконавчому комітеті Новомиргородської міської ради від 9 вересня 2015 року, на громадське обговорення з-поміж інших урбанонімів було винесено варіант повернення вулиці історичної назви — вул. Велика Єлисаветградська. Розглядався також варіант вул. Незалежності. Однак 13 листопада того ж року міська рада відмовилася повертати історичну назву вулиці, змінивши її на більш нейтральну — вул. Центральна, не взявши до уваги рекомендації топонімічної комісії та пропозиції громадськості.
Враховуючи те, що рішення сесії міської ради шостого скликання №2734 від 13 листопада 2015 року «Про перейменування вулиць м. Новомиргорода» не було введене в дію і не публікувалось до закінчення терміну повноважень ради щодо перейменувань, з урахуванням рекомендацій топонімічної комісії та згідно з розпорядженням Новомиргородського міського голови №47 від 19 лютого 2016 року цю вулицю було остаточно названо вул. Соборності.

## Об'єкти
Основні будівлі, розташовані по вулиці Соборності:
- Загальноосвітня школа I-III ступенів №3;
- Міська лікарня (пам'ятка архітектури початку XX століття);
- Поліклінічне відділення ЦРЛ;
- Новомиргородська РДА;
- Загальноосвітня школа I-III ступенів №2;
- Школа-інтернат ІПК;
- Центральна районна лікарня;
- Новомиргородська міська рада;
- Єврейський магазин (пам'ятка архітектури кінця XIX століття);
- численні магазини, відділення банків тощо.

## Фотогалерея

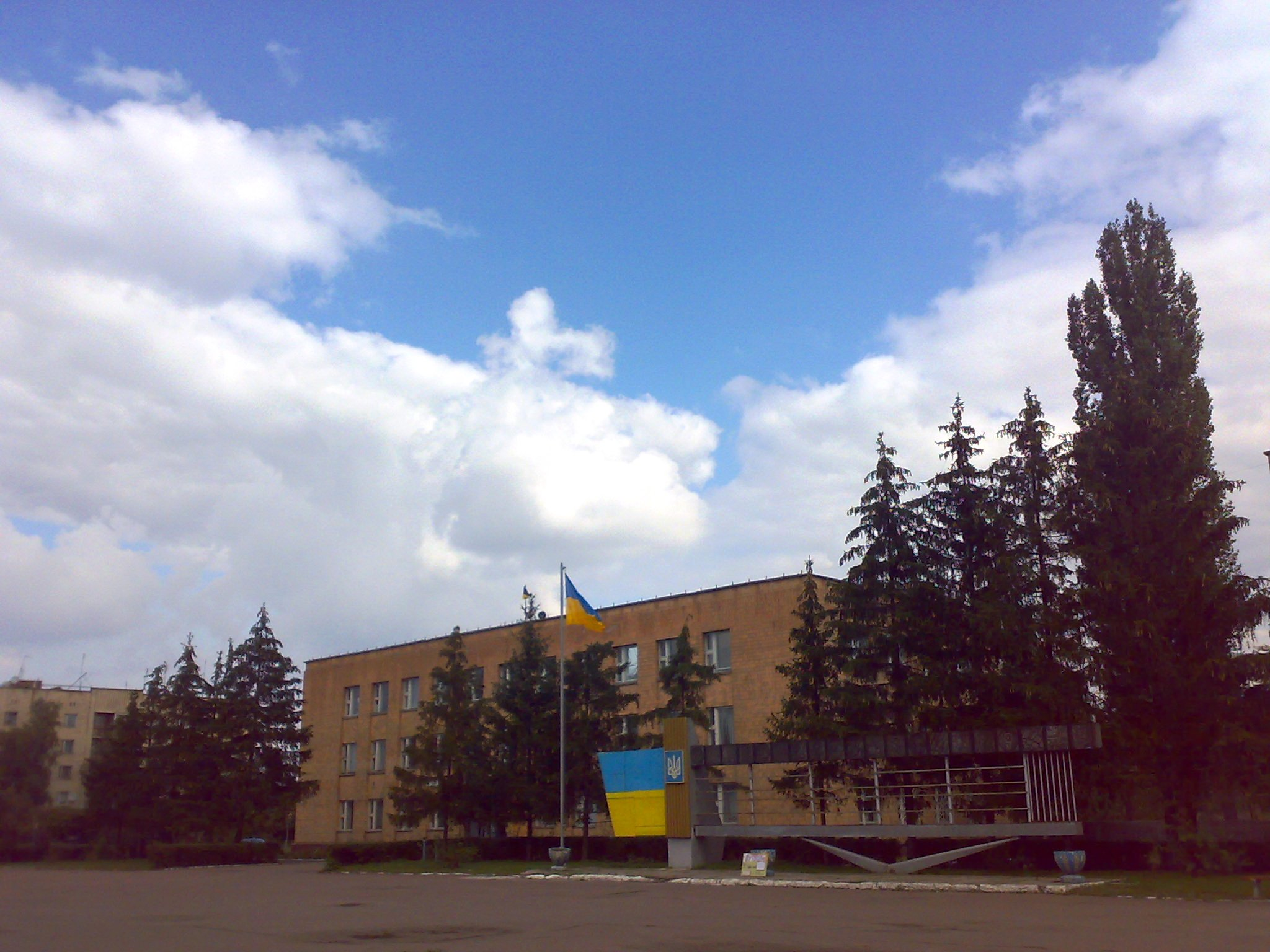
Новомиргородська РДА (вул. Соборності, 112)
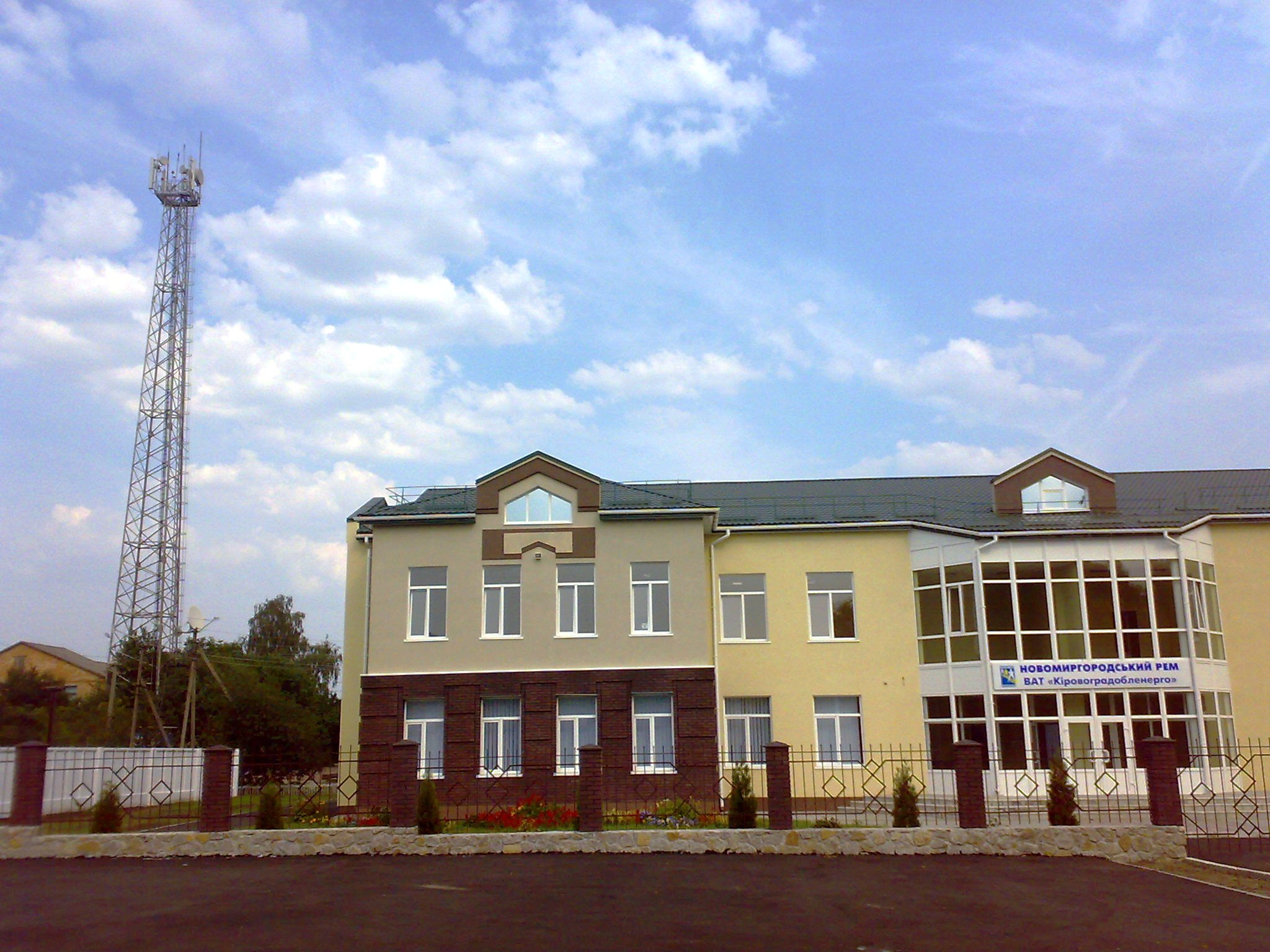
Новомиргородський РЕМ
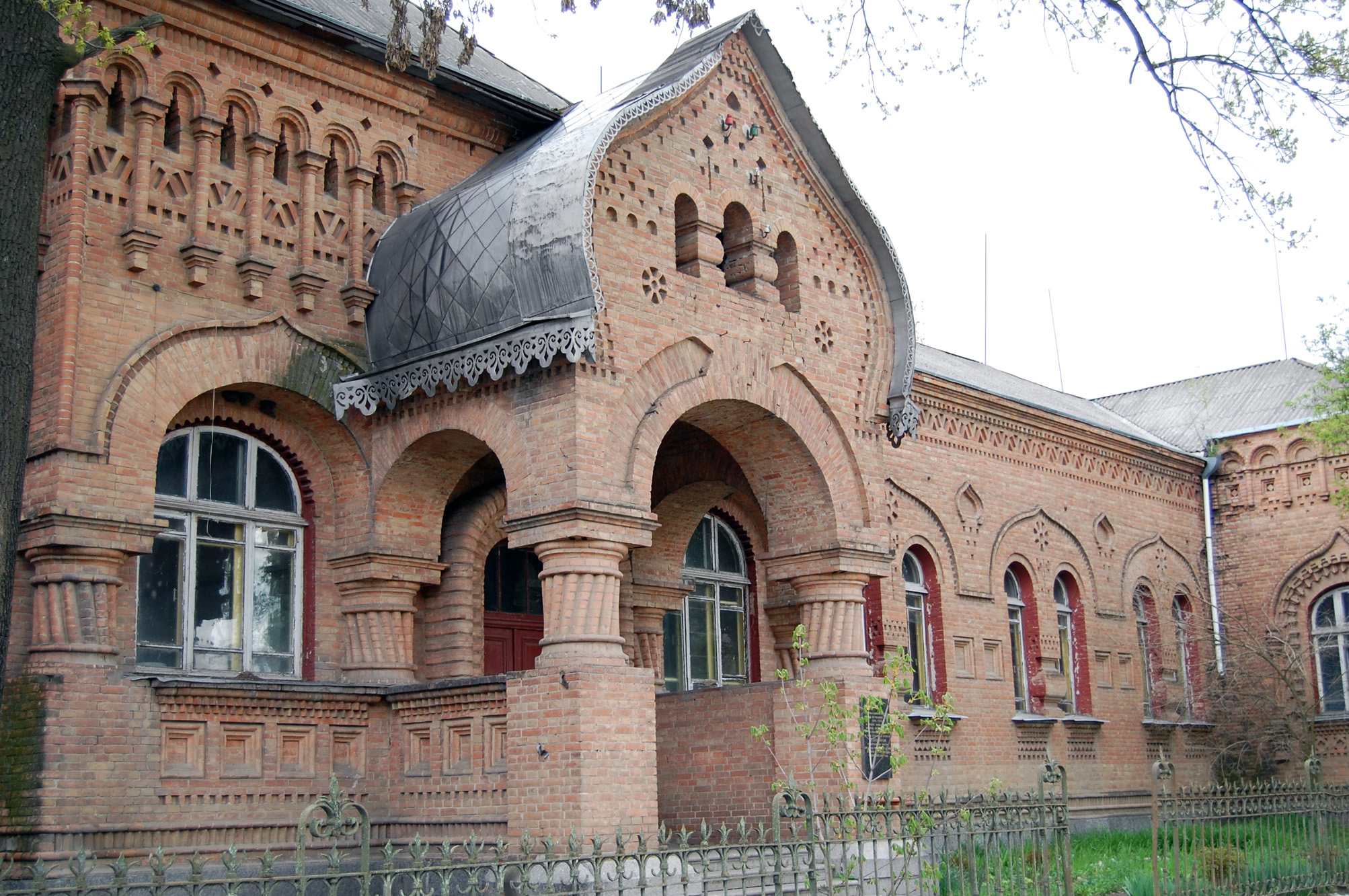
Міська лікарня (1912)
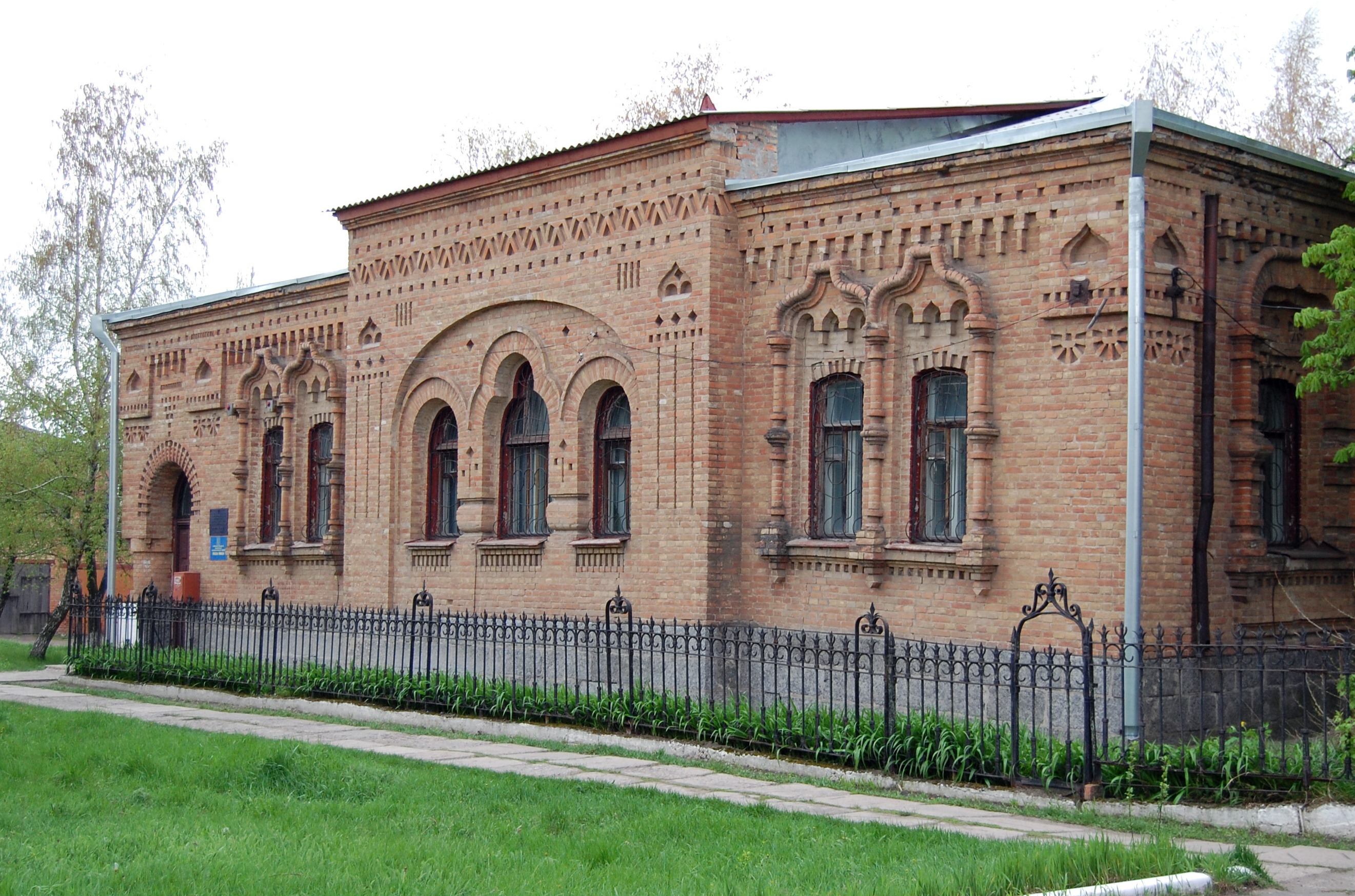
Будинок лікаря (1912)
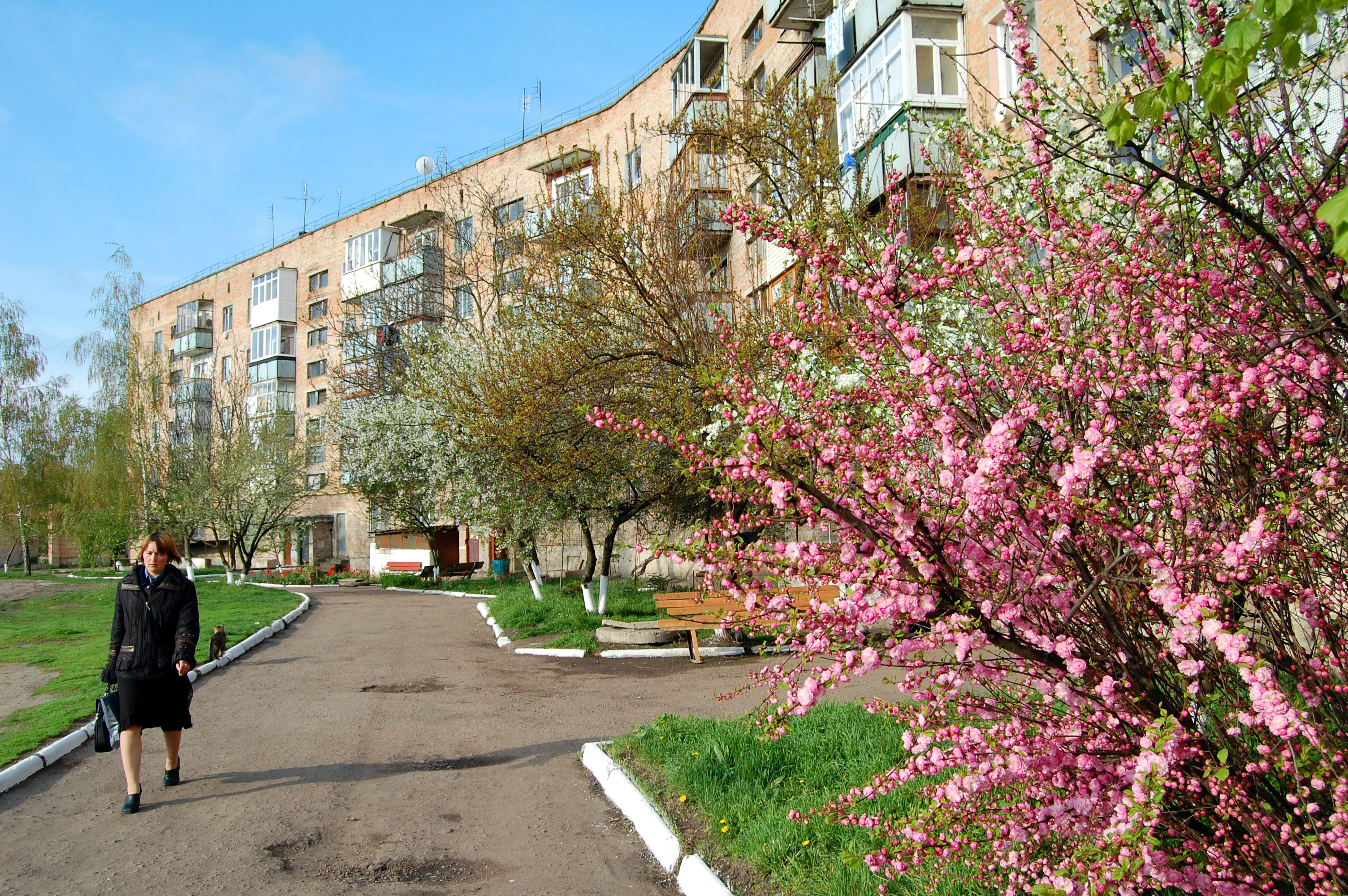
В дворі будинку по вул. Соборності, 94
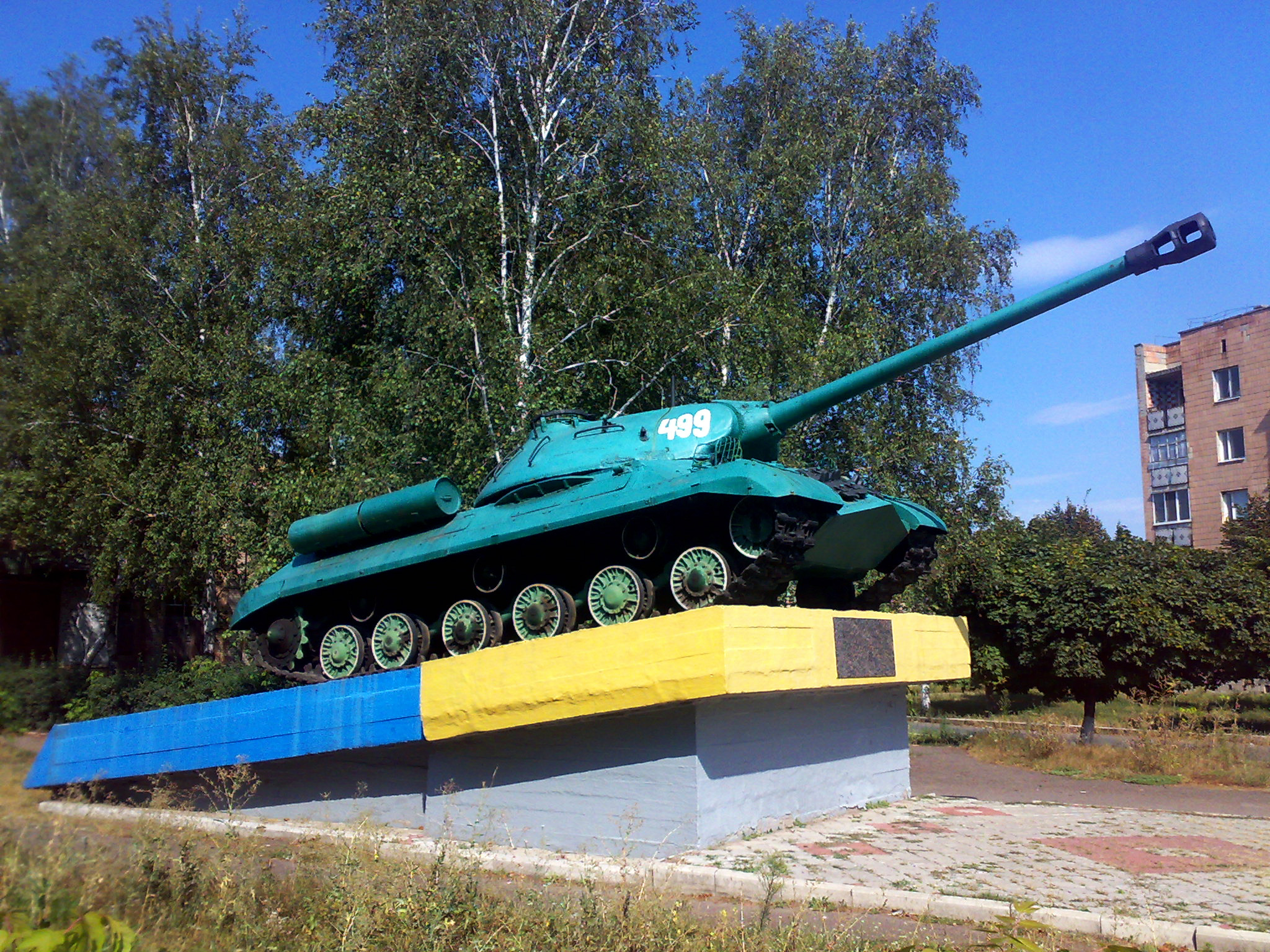
Пам'ятник-танк ІС-3
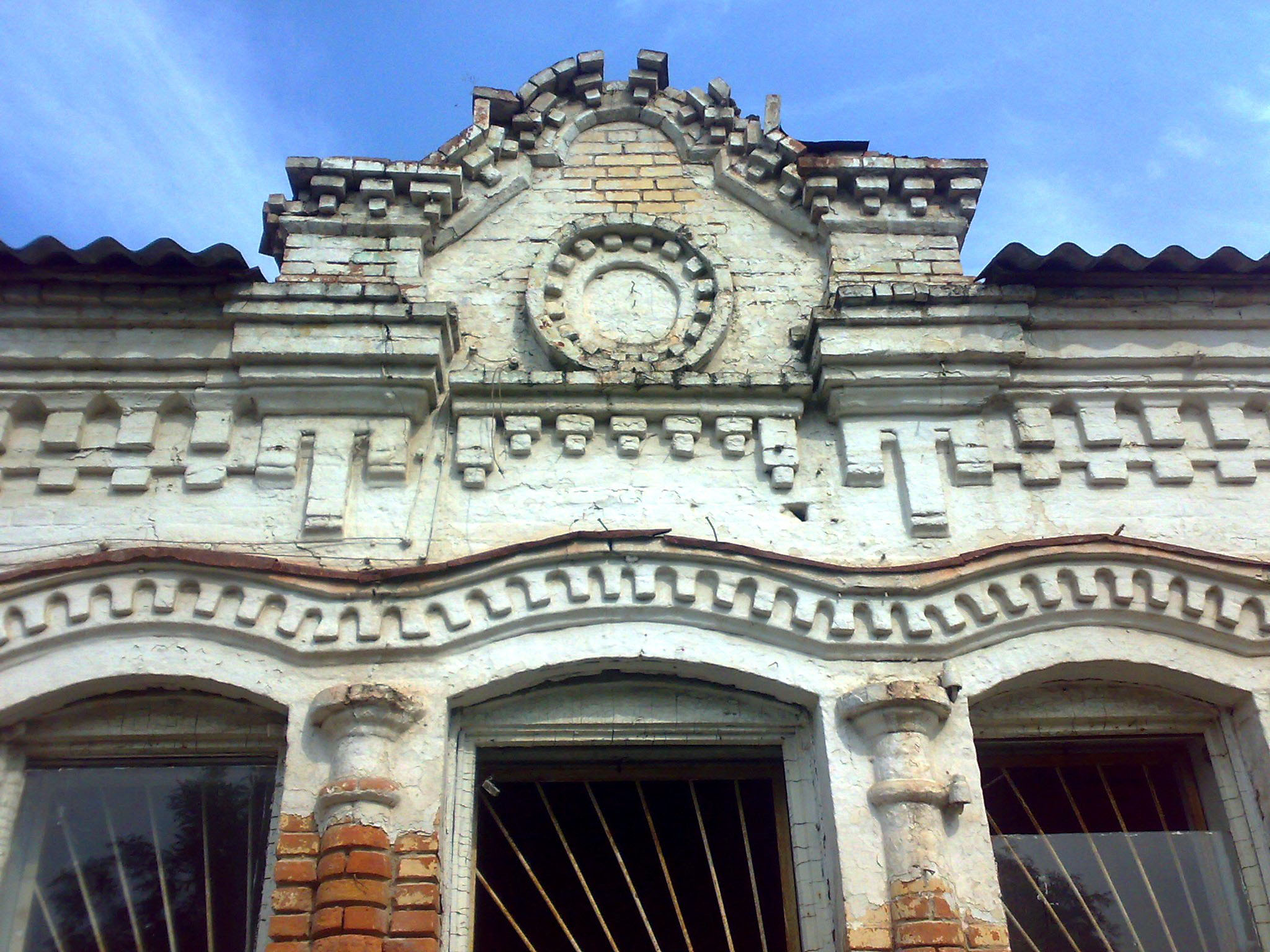
Будинок єврейського магазину в Златополі
Пам'ятник Тарасові Шевченку поблизу міської ради (вул. Соборності, 227/7)